# Leo Guntara
Leo Guntara (sinh ngày 17 tháng 8 năm 1994) là một cầu thủ bóng đá người Indonesia hiện tại thi đấu ở vị trí tiền vệ cho PSPS Pekanbaru.

## Sự nghiệp
Leo là cầu thủ của Semen Padang F.C. đã hai lần vô địch Indonesia Super League U-21, khi anh gia nhập Sriwijaya U-21 ở 2013 và U-21 Semen Padang 2014.
Anh giúp cho U-21 Semen Padang vô địch Indonesia Super League U-21 lần đầu tiên sau khi vượt qua U-21 Sriwijaya FC.